# Lotus maroccanus
Lotus maroccanus är en ärtväxtart som beskrevs av John Ball. Lotus maroccanus ingår i släktet käringtänder, och familjen ärtväxter. IUCN kategoriserar arten globalt som livskraftig. Inga underarter finns listade i Catalogue of Life.